# Ваханский коридор
«Ваха́нский коридо́р» — узкая полоса земли в Восточном Афганистане, в районе Вахан провинции Бадахшан.
Представляет собой суровую высокогорную территорию длиной около 295 километров и шириной от 15 до 57 километров в долинах рек Памир, Вахан и Пяндж.
По договору между Китаем и Афганистаном от 1964 года отмечена линия разграничения и семь перевалов  высотой более 4800 м от китайской территории в Ваханский коридор. 

## История
По англо-русскому соглашению 1895 года Ваханский коридор было решено передать суверенному Афганистану, который стал «буфером» между российской Средней Азией и британской Индией.
Через Ваханский коридор проходил Великий шёлковый путь.
Это был наиболее трудный участок Великого шёлкового пути, соединявшего Европу, Индию, Ближний и Дальний Восток. Первым из известных европейцев, прошедшим по этому пути, был Марко Поло, который за четыре года пересёк Персию и Центральную Азию на пути ко двору китайского императора. Пройдя по Ваханскому коридору, он записал, что горные хребты высоки настолько, что даже птицы не перелетают через них. Мороз же так суров, что огонь костра меняет свой цвет и силу, не давая людям согреться.
С 1607 года Великий шёлковый путь начал терять своё значение, мореплаватели-первопроходцы открывали всё новые морские маршруты.
10 января 1955 года между Афганистаном и Китаем были установлены дипломатические отношения, а 22 ноября 1963 года был подписан афгано-китайский пограничный договор, закрепивший линию афгано-китайской границы на всём её протяжении — 92,45 км. Пунктов пограничного пропуска на границе не устанавливалось. Границу между Афганистаном и Китаем можно пересечь по бездорожью через два перевала: Северный Вахджирдаван и Южный Вахджирдаван, которые использовались немногочисленными путешественниками в прошлые века. Однако для этой цели нужно согласование с китайскими пограничниками, которое получить практически невозможно (с афганской стороны граница почти не охраняется).
В договоре о демаркации указаны семь перевалов между Китаем и Афганистаном: Тегермансу (Tigarman Su Pass, Tīgarman Sū Davān, Kokrash Kol Daban), Сарик Таш Дабан (Sarik Tash Daban), Перевал Михман Йоли (Mehmān Yowlī Davān, кит. Tok Man Su Daban), Перевал Кара Джилга (Восточный Кокторок, Karah Jolgen Davān, East Koktorok Daban), Западный Кокторок (West Koktorok Daban), Северный Вахджирдаван (North Vākhjīr Davān, North Wakhjir Daban) и Южный Вахджирдаван (Vākhjīr Davān, Wakhjir Daban, South Wakhjir Daban). На 2010 год проходимыми для подготовленных путешественников являются Тегермансу высотой 4872 м и Южный Вахджирдаван высотой 4927 м. Через перевал Южный Вахджирдаван в старину проходил Великий шёлковый путь.

## Современность
По состоянию на 2010 год в пределах Ваханского коридора проживало около 12 тысяч человек. Северную часть коридора часто относят к Памиру, называя его «Афганским Памиром» (англ. Afghan Pamir), распространено также название «Малый Памир» (Little Pamir), оно более известно в мире, чем персидское название этой местности.